# Thermaerobacter subterraneus
Thermaerobacter subterraneus è una specie di batterio appartenente alla famiglia delle Syntrophomonadaceae.